# Okres Piła
Okres Piła (polsky Powiat pilski) je okres v polském Velkopolském vojvodství. Rozlohu má 1267,1 km² a v roce 2019 zde žilo 136 112 obyvatel. Sídlem správy okresu je město Piła.

## Gminy
Městská:
- Piła

Městsko-vesnické:
- Kaczory
- Łobżenica
- Miasteczko Krajeńskie
- Ujście
- Wyrzysk
- Wysoka

Vesnické:
- Białośliwie
- Szydłowo

## Města
- Kaczory
- Łobżenica
- Miasteczko Krajeńskie
- Piła
- Ujście
- Wyrzysk
- Wysoka

## Sousední okresy
| Růžice kompasu | Wałcz                     | Złotów     | Sępólno   | Růžice kompasu |
| Růžice kompasu | Czarnków-Trzcianka, Wałcz | Sever      | Nakło     | Růžice kompasu |
| Růžice kompasu | Czarnków-Trzcianka, Wałcz | Okres Piła | Nakło     | Růžice kompasu |
| Růžice kompasu | Czarnków-Trzcianka, Wałcz | Jih        | Nakło     | Růžice kompasu |
| Růžice kompasu | Czarnków-Trzcianka        | Chodzież   | Wągrowiec | Růžice kompasu |